# Lutica kovvurensis
Lutica kovvurensis är en spindelart som beskrevs av C. Adinarayana Reddy och Patel 1993. Lutica kovvurensis ingår i släktet Lutica och familjen Zodariidae. Inga underarter finns listade i Catalogue of Life.